# Сіробаба Володимир Якович
Володи́мир Я́кович Сіроба́ба (21 січня 1924, село Черкаське, тепер Слов'янського району Донецької області — 1 грудня 2001, місто Київ) — український радянський партійний журналіст, політичний діяч. Депутат Верховної Ради УРСР 7—11-го скликань. Член Ревізійної комісії КПУ в 1966—1971 р. Кандидат у члени ЦК КПУ в 1971—1976 р. Член ЦК КПУ в 1976—1990 р.

## Біографія
У листопаді 1941 — 1948 року — в Червоній армії: заступник командира 1-ї стрілецької роти по політичній частині 1175-го стрілецького полку 347-ї стрілецької дивізії; комсомольський організатор 184-го гвардійського артилерійсько-мінометного полку 5-го Донського козачого корпусу. Учасник німецько-радянської війни.
Член ВКП(б) з 1943 року.
З 1948 року — на журналістській роботі в Сталінській області: кореспондент РАТАУ у місті Жданові, заступник редактора газети «Радянська Донеччина».
Закінчив Сталінський державний педагогічний інститут.
У 1958—1965 роках — редактор газети «Радянська Донеччина». Був першим головою бюро Донецької обласної журналістської організації.
У 1965 — березні 1966 року — заступник редактора газети ЦК КПУ «Радянська Україна».

Могила Володимира Сіробаби, Байкове кладовище

У березні 1966—1975 роках — відповідальний редактор газети ЦК КПУ «Правда Украины».
У 1969—1987 роках — голова правління Спілки журналістів України (до обрання на керівну посаду був секретарем СЖУ).
Здійснив творче оформлення статті Олександра Гіталова «Дума про хліб».
У 1975—1988 роках — відповідальний редактор газети ЦК КПУ «Радянська Україна».
Потім — на пенсії в Києві. Входив до складу ради Організації ветеранів України.
Помер на 78-му році життя 1 грудня 2001 року. Похований в Києві на Байковому кладовищі (ділянка № 49а, 50°25′0.32″ пн. ш. 30°30′6.46″ сх. д. / 50.4167556° пн. ш. 30.5017944° сх. д.).

## Звання
- старший сержант
- гвардії старшина

## Нагороди
- орден Трудового Червоного Прапора (4.05.1962)
- орден Вітчизняної війни 1-го ст. (1985)
- орден Вітчизняної війни 2-го ст. (1945)
- орден Червоної Зірки (1942)
- орден Дружби народів (22.11.1984)
- ордени
- медалі
- заслужений працівник культури Української РСР
- заслужений журналіст Української РСР